# Loan-Out
Als Loan-Out (engl. für „Ausleihe“) bezeichnete man im Studiosystem der Filmindustrie Hollywoods das „Ausleihen“ eines Filmschauspielers von einem Filmproduktionsunternehmen bzw. einem unabhängigen Produzenten an ein anderes. 
Das Prinzip des Loan-Outs entwickelte sich mit der Etablierung des Systems von Studioverträgen ab Mitte der 1920er. Die meisten Filmschauspieler waren dabei für die Vertragslaufzeit, die in der Regel fünf bis sieben Jahre dauerte, fest an ein Studio gebunden. Je nach finanziellen Ressourcen verfügten die Studios so über eine mehr oder weniger große Anzahl von Schauspielern, um ihre Produktionen zu besetzen. Über das Rechtsinstrument des Loan-Out wurde ein Ausweg etabliert, wenn einem Studio oder einem unabhängiger Produzent selbst nicht genügend Schauspieler zur Verfügung standen, um einen Film zu realisieren. Manche Studios, wie Columbia Pictures, beschränkten sich von Anfang an darauf, nur eine beschränkte Anzahl von Schauspielern dauerhaft zu binden. Das Loan-Out bildete einen Ausweg, um die eigene Ressourcen zu füllen bzw. den finanziellen Aufwand zu mindern. Die Schauspieler wurden gezielt für ein Projekt ausgeliehen und wurden auch nur für diesen Zeitraum bezahlt. Aufgrund der meist nur sehr eingeschränkten Mitspracherechte der Schauspieler bei der Auswahl der Rollen mussten die meisten Betroffenen den Anweisungen des Studios folgen und die Arbeit an dem Film, für den sie entliehen bzw. verliehen wurden, widerspruchslos annehmen. Es kam auch vor, dass Schauspieler, die sich missliebig gemacht hatten, strafweise an andere Unternehmen für minderwertige Produktionen ausgeliehen wurden. Das bekannteste Beispiel war Clark Gable, der von seinem Heimatstudio Metro-Goldwyn-Mayer 1934 gegen seinen ausdrücklichen Willen für Es geschah in einer Nacht ausgeliehen wurde. Am Ende gewann Gable für die Rolle einen Oscar.
Übliche Bestandteile eines Loan-Out waren die Zahlung eines festen Geldbetrages erstens an den Schauspieler selbst und zweitens an das Unternehmen, an das er gebunden war.